# Холенбах
Холенбах (њем. Hollenbach) општина је у њемачкој савезној држави Баварска. Једно је од 24 општинска средишта округа Ајхах-Фридберг. Према процјени из 2010. у општини је живјело 2.349 становника. Посједује регионалну шифру (AGS) 9771140.

## Географски и демографски подаци
Холенбах се налази у савезној држави Баварска у округу Ајхах-Фридберг. Општина се налази на надморској висини од 456 метара. Површина општине износи 26,1 km². У самом мјесту је, према процјени из 2010. године, живјело 2.349 становника. Просјечна густина становништва износи 90 становника/km².

## Међународна сарадња
| Мјесто  | Држава    | Врста сарадње | Од    |
| ------- | --------- | ------------- | ----- |
| Контест | Француска | партнерство   | 1991. |
| Извор   |           |               |       |